# Кромер, Джордж
Преподобный Джордж Кромер (англ. George Cromer; около 1470 — 16 марта 1542) — ирландский религиозный и политический деятель, архиепископ Арма, примас Ирландии (1521—1543), лорд-канцлер Ирландии (1532—1534) во времена правления короля Генриха VIII. Во время его пребывания в должности англиканская церковь отделилась от Ватикана. Доктор богословия

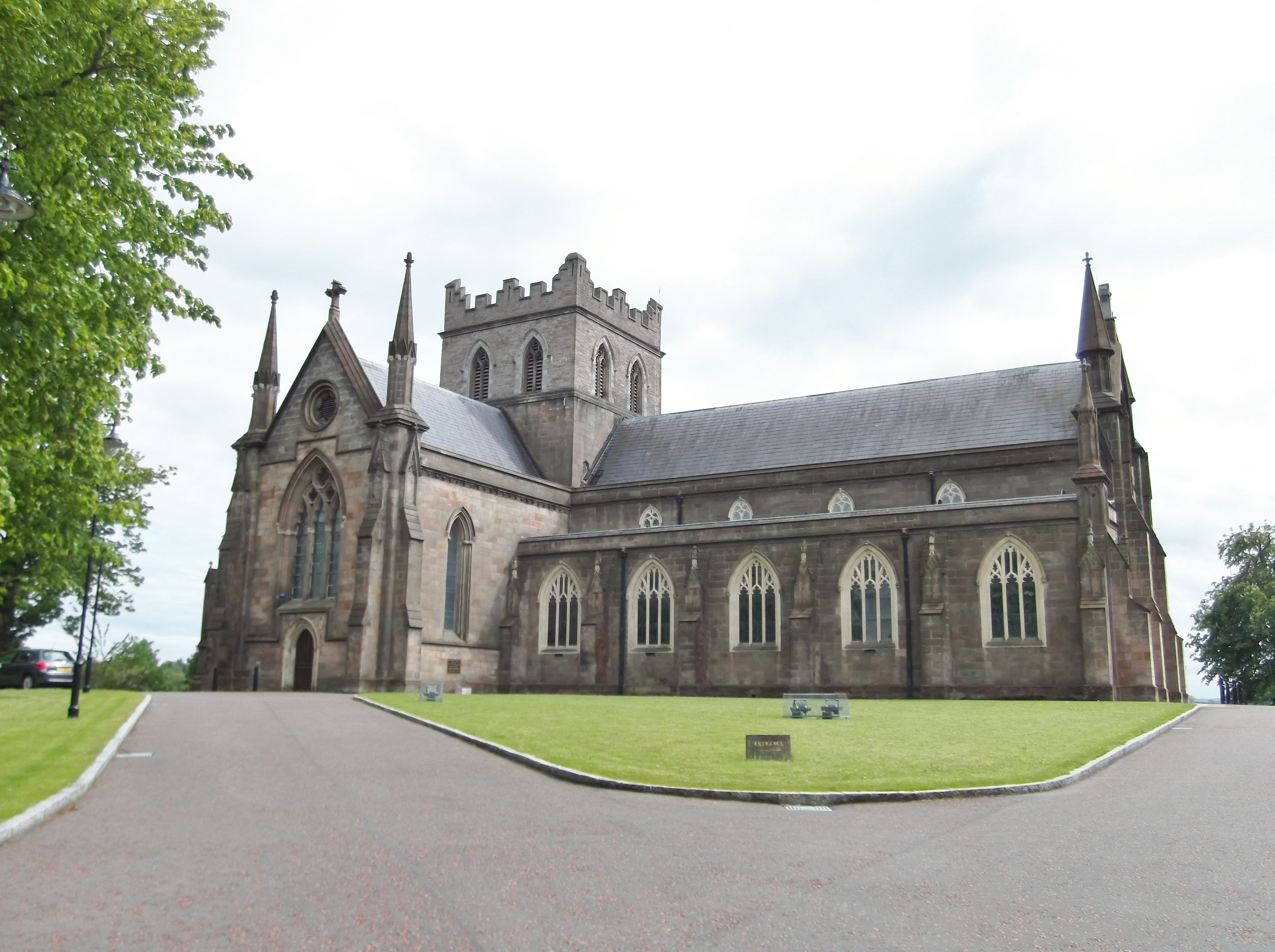
Кафедральный собор Святого Патрика в Ирландии, Арма — резиденция архиепископов Арма

Англичанин по происхождению, представитель семьи Кромеров из Танстолла, Кент. По-видимому, был королевским капелланом при английском дворе около 1518 года. Рукоположен в архиепископы в 1522 году.
Во время Реформации был лишён архиепископства Армы, однако продолжал оставаться архиепископом Армы, несмотря на подозрения Генриха VIII в его истинных убеждениях и несмотря на то, что Папа римский отстранил его от должности по обвинению в ереси.
Ставленник Джеральда Фицджеральда, 9-го графа Килдэра, семья которого доминировала в ирландской политике с 1470-х до конца 1530-х годов и обладала такой властью, что они были известны как «некоронованные короли Ирландии», в 1532—1534 годах занимал пост лорда-канцлера Ирландии.
После восстания Фицджеральда 1534 года публично отрекшщегося от верности королю Англии Генриху VIII Тюдору и провозгласившему себя лордом независимой Ирландии, лояльность Кромера, естественно, вызывала подозрения, даже несмотря на то, что он пытался предотвратить Восстание. В результате был отстранён от должности лорда-канцлера Ирландии и едва избежал судебного преследования по обвинению в государственной измене.
В последние годы жизни был восстановлен в ограниченной королевской милости, и ему разрешили присутствовать в парламенте Британии в 1541 году, но он умер в следующем году.